# Gibellula aranearum
Gibellula aranearum är en svampart som beskrevs av P. Syd. 1922. Gibellula aranearum ingår i släktet Gibellula och familjen Cordycipitaceae.   Inga underarter finns listade i Catalogue of Life.